# モンタフォン線
モンタフォン線（モンタフォンせん、ドイツ語: Montafonerbahn）は、オーストリア国鉄の鉄道線の名称である。路線番号は420。

## 運行形態

### 普通「Ｓバーン(S4)」
- ブレゲンツ/リンダウ - ブルーデンツ - シュルンス
毎時2本の運行。ブルーデンツ以北、南行は毎時1本、北行は2時間に1本が、快速として401号線のリンダウまたはブレゲンツまで直通する。
過去の運行形態
2018年以前は、大部分がブルーデンツ - シュルンス間のみの運行であった。現在のレギオナルツークもこの種別で運行しており、平日毎時2本、休日毎時1本の運行であった。
2018年末に、大部分がレギオナルツーク(R)に格上げされ、Sバーン(S4)は401号線に直通する一日2往復のみの運行となった。
2019年末に、ブレゲンツ直通のSバーン(S4)が平日一日4.5往復、休日午前毎時1本、午後毎時2本の運行、ブルーデンツ発着のレギオナルツーク(R)が平日毎時2本、休日午前毎時1本の運行となった。
2020年末に、両者が統合されてSバーン(S4)に統一された他、大部分がブレゲンツまたはリンダウまで直通となった。南行と休日北行の半数が快速として、残りが普通として直通していた。
2022年度に、ブレゲンツ方面への直通が南行の半数、北行の1/4に縮小され、原則快速としての直通になった。

### 過去の運行系統
- 快速「レギオナルエクスプレス(REX)」
  - ブレゲンツ/リンダウ - ブルーデンツ - シュルンス
2018年以前、シュルンス発リンダウ行片道1本のみしていた。各駅に停車し。ブルーデンツ以北は401号線に直通していた。
2019年度に限り、一日1.5往復の運行であったが、2019年末に休止された。

## 駅一覧
以下では、モンタフォン線の駅と営業キロ、停車列車、接続路線などを一覧表で示す。なお、全て各駅停車である。
| 路線名 | 駅名                                     | 駅間営業キロ | 累計営業キロ | 接続路線         | 所在地               | 所在地         |
| ------ | ---------------------------------------- | ------------ | ------------ | ---------------- | -------------------- | -------------- |
| 420    | ブルーデンツ駅                           | -            | 0.0          | 400号線、401号線 | フォアアールベルク州 | ブルーデンツ郡 |
| 420    | ブルーデンツ・モース駅                   | 1.9          | 1.9          |                  | フォアアールベルク州 | ブルーデンツ郡 |
| 420    | ブルンネンフェルト駅                     | 0.9          | 2.8          |                  | フォアアールベルク州 | ブルーデンツ郡 |
| 420    | ローリュンス駅                           | 1.3          | 4.1          |                  | フォアアールベルク州 | ブルーデンツ郡 |
| 420    | ザンクト・アントン・イム・モンタフォン駅 | 2.8          | 6.9          |                  | フォアアールベルク州 | ブルーデンツ郡 |
| 420    | ファンダンス駅                           | 1.2          | 8.1          |                  | フォアアールベルク州 | ブルーデンツ郡 |
| 420    | カルテンブルンネン駅                     | 2.2          | 10.3         |                  | フォアアールベルク州 | ブルーデンツ郡 |
| 420    | チャグンス駅                             | 1.5          | 11.8         |                  | フォアアールベルク州 | ブルーデンツ郡 |
| 420    | シュルンス駅                             | 0.9          | 12.7         |                  | フォアアールベルク州 | ブルーデンツ郡 |